# فريدريك بيرغر
فريدريك بيرغر (بالإنجليزية: Frederick Berger)‏ هو لاعب كرة قاعدة أمريكي، (ولد في بالتيمور في الولايات المتحدة 1849  م).